# Chanie
Chanie [pronunciación en polaco: /ˈxaɲe/] es un pueblo en el distrito administrativo de Gmina Nurzec-Stacja, dentro del Distrito de Siemiatycze, Voivodato de Podlaquia, en el noreste de Polonia, cercano a la frontera con Bielorrusia. Se encuentra aproximadamente 4 kilómetros al noreste de Nurzec-Stacja, 20 kilómetros al este de Sieatycze, y 71 kilómetros al sur de la capital regional, Białystok.